# Susi Jeans
Susi Jeans   (Àustria, 25 de gener de 1911 - Westhumble, 7 de gener de 1993) coneguda també després de 1935 en virtut del nom de cavaller del seu marit, com Lady Jeans, va ser una organista, professora i musicòloga d'origen austríac.

## Biografia
Nascuda a Viena, era la filla més gran de l'Oscar i Jkaterina Hock. Va formar part com a ballarina de ballet de la professora modernista Gertrud Bodenwieser, creixent força ràpidament, però va canviar al piano. De 1925 a 1931, va estudiar piano al conservatori de Viena, amb orgue com a segon estudi. Aquest va ser el seu primer instrument a partir del 1928,] quan va començar els estudis amb el compositor Franz Schmidt i l'organista Franz Schütz.
El 1931, la va sentir l'organista i compositor Charles-Marie Widor. Després de criticar la seva tècnica de pedal, que ell no pensava prou legato, Widor la va convidar a ser estudiant. Ella va acceptar la seva oferta, però no va informar sobre els efectes de les seves lliçons, tret de dir que era un home molt vell en aquell moment.
Durant la seva gira de 1934-35 va conèixer l'astrònom i matemàtic Sir James Jeans poc més de 32 anys més gran, amb qui es va casar, a Viena, el setembre de 1935. Vivien junts en una casa gran (substituïda a finals del segle per Cleveland Court) "Cleveland Lodge" al costat de Box Hill i l'estació de ferrocarril de Westhumble, a Westhumble, Surrey, amb tres fills abans de la seva mort el 1946. Lady Jeans va continuar vivint a la casa fins que va morir el 1993.
Entre 1933 i 1935, va estudiar de manera intermitent a l'Institut de Leipzig "Kirchenmusikalisches" amb Karl Straube, durant el qual Jeans va adquirir coneixement dels instruments d'època, formant la seva especialització. Jeans va defensar, entre altres teories, que les sonates de trio de J. S. Bach van ser concebudes amb el clavicèmbal de pedals com l'instrument més gran dels tres implicats, en lloc de l'orgue. Durant els anys següents, va fer moltes emissions d'aquest instrument i estudis de l'orgue.
Abans del matrimoni, la casa matrimonial ampliada, Cleveland Lodge havia muntat un gran orgue de tres manuals de Willis II en una sala de concerts especialment construïda. El 1937 es va complementar amb un nou òrgan tracker d'acció, integrat en el seu estudi per Eule de Bautzen, tot i que després la va representar va ser instal·lada per Hill, Norman i Beard durant el segle xx. La seva primera gira de concerts a Gran Bretanya, el 1934, va tenir un gran èxit i l'any següent va tornar a tocar al Festival Handel de Cambridge.
Abans del matrimoni, la casa matrimonial ampliada, "Cleveland Lodge" havia muntat un gran orgue de tres manuals "Willis II" en una sala de concerts especialment construïda. El 1937 es va complementar amb un nou òrgan d'acció tracker, integrat en el seu estudi per Eule de Bautzen, tot i que després la va representar va ser instal·lada per Hill, Norman i Beard durant el segle xx.
La seva primera gira de concerts a Gran Bretanya, el 1934, va tenir un gran èxit i l'any següent va tornar a tocar al Festival Handel de Cambridge.
Jeans va fundar el "Mickleham i Westhumble Festival" el 1954, que va ser rebatejat el "Boxhill Music Festival" el 1966 i posteriorment es va celebrar a "Cleveland Lodge" fins a l'estiu abans de la seva mort. També va fundar i organitzar una escola anual d'estiu per a organistes.
Les gires de concerts de Susi Jeans la van portar per Europa, Estats Units i Austràlia Occidental. Va patrocinar importants competicions internacionals i des del 1967 va ocupar un lloc a la Universitat de Colorado. Va defensar les actuacions de concerts i la restauració autèntica i l'ús de clavicèmbal, clavicordi i orgue.

Jeans va aprovar nombrosos compositors moderns de països de parla alemanya, inclòs el seu professor, Franz Schmidt, i va interpretar obres dedicades a ella per compositors com Augustinus Franz Kropfreiter (Toccata Francese) i Hendrik Andriessen (Thema met Varieties, escrit a Cleveland Lodge). Jeans era una intèrpret recreativa i exponent del públic al clavicordi. Va interpretar obres primerenques i contemporànies en el seu clavicordi favorit, un instrument de corda senzilla de Thomas Goff i va mantenir que 
| « | la tècnica del clavicordi és la columna vertebral de tot el teclat, ja sigui un orgue, un piano o un clavicèmbal. | » |

## Coneixements
- Orgues, clavicèmbals i música de teclat
- Música de cambra i sala de concerts britànica, especialment dels segles XVII i XVIII
- Música australiana de cambra i sala de concerts.

## Altres interessos
- Seguidora de la doctrina de William Herschel que va compartir la professió del seu marit.
- Muntanyisme: va escalar el Matterhorn dues vegades
- Medicina natural i nutrició de rendiment. Va defensar les píndoles vitamíniques, especialment la vitamina B12 "per a la coordinació" i la vitamina D "per als nervis".

## Publicacions
- Va publicar molts articles en revistes acadèmiques, així com edicions de partitures.

## Alumnes i influències
La seva gamma d'alumnes de músics incloïa:
- George Guest
- Peter Hurford
- David Lumsden
- Ralph Cupper
- Tim Rishton
- David Sanger

Entre els quals va tenir una influència directa, van incloure els clavicembalistes Ruth Dyson i Davitt Moroney i, com a clavicordis i clavicèmbal, Jon Baxendale.
Jeans va transformar la seva casa a la "Royal School of Music" per un centre per a músics, que va ser restaurada i modificada amb diners de la Loteria Nacional. No obstant això, la "Royal School of Church Music" es va traslladar i va concentrar el seu lloc al "Sarum College" i va ser venuda als promotors immobiliaris per recaptar més fons benèfics.